# Claude Nicaise
Claude Nicaise, connu sous le nom d'Abbé Nicaise (1623-1701), est un prêtre et érudit français.

## Biographie
Né à Dijon,dans une famille de juristes liées au Parlement de Bourgogne, il fit ses études chez les oratoriens de la ville et poursuivit des études de théologie au collège de Navarre à Paris. Claude Nicaise devint ensuite chanoine de la Sainte-Chapelle de Dijon.
L'abbé Nicaise fit deux voyages en Italie pour étudier les antiquités et parfaire sa culture classique. Le premier entre 1655 et 1657, et le second entre 1664 et 1665. Il se fit ordonner prêtre à Rome lors de son premier séjour  sous la houlette de son oncle, Dom Coquelin, général de l'ordre des oratoriens, et assista au cours du second à la canonisation de Saint-François de Sales. Il se lia à Rome avec de nombreux artistes, ecclésiastiques et savants : Nicolas Poussin, Carlo Maratta, Joseph Marie Suarez, Francesco Barberini, Giovanni Bona, Gregorio Barbarigo, Giovanni Pietro Bellori, Raffaello Fabretti ou encore Ezéchiel Spanheim.
A son retour à Dijon et en dehors de ses obligations pastorales, Nicaise fit partie d'un petit cercle de lettrés dont les membres les plus éminents furent Philibert de La Mare et Bernard de La Monnoye.
Entre 1681 et 1692, l'abbé Nicaise fit plusieurs séjours à Paris en raison de procès longs et ruineux mais il put  compter sur ses amis religieux et antiquaires pour se distraire, tels Jean Foy-Vaillant, Pierre-Daniel Huet, et François d'Aix de La Chaise.
Il entretint pendant les vingt dernières années un commerce de lettres très étendu avec les principaux savants de l'époque, dont Gottfried Wilhelm Leibniz, Gisbert Cuper, Pierre Bayle, Michel Bégon, Enrico Noris et ses amis Jacques-Bénigne Bossuet, et Armand Jean Le Bouthillier de Rancé..
On n'a de lui que de courts écrits, consacrés pour la plupart à des inscriptions et monnaies antiques.  Sa correspondance est conservée manuscrite à la Bibliothèque nationale de France en 5 volumes in-4°. Victor Cousin a imprimé sa Correspondance avec Leibnitz sur l'amour de Dieu dans ses Fragments philosophiques.
On lui attribue la première utilisation du mot « romantique » dans la littérature française : « Que dites-vous, Monsieur, de ces pastoureaux, ne sont-ils pas bien romantiques ? » (1694).
Souffrant de calculs rénaux depuis 1685, il meurt à Villey-sur-Tille où il est inhumé le 20 octobre 1701.

## Œuvres
- (la) De Nummo Pantheo Hadriani imperatoris ad Spanhemium dissertatio, Lyon, Jean Anisson, Jean Posuel et Claude Rigaud, 1689, 73 p. (lire en ligne)
- (la) Elogium et tumulus eximii viri Petri Petiti doctoris medici, ad clarissimum Joannem Georgium Grævium, s. l., s. e., 1689, 30 p.
- Explication d'un ancien monument trouvé en Guienne, dans le diocèse d'Ausch, Paris, Antoine Lambin, 1689, 46 p. (lire en ligne)
- Les sirènes, ou Discours sur leur forme et figure, Paris, Jean Anisson, 1691, 78 p. (lire en ligne)